# 中条自動車学校
中条自動車学校（なかじょうじどうしゃがっこう）は、信和興業株式会社が運営する新潟県胎内市にある指定自動車教習所である。

## 取得免許
- 普通自動車免許（MT車・AT車）
- 準中型自動車免許
- 中型自動車免許
- けん引自動車免許
- 大型特殊自動車免許
- 第二種普通自動車免許（MT車・AT車）
- 大型自動二輪車免許（MT車・AT車）
- 普通自動二輪車免許（MT車・AT車）
- 小型自動二輪車免許（MT車・AT車）

## 所在地
- 〒959-2618 新潟県胎内市高野字茨島249-6

## 周辺
- 胎内川
- 川上工業中条工場
- 杉浦製罐中条工場
- ロイヤルガーデン熱海伊豆山

## 参考・外部リンク
- 中条自動車学校